# Amelia Andersdotter
Amelia Andersdotter (Enköping, 30 agosto 1987) è una politica svedese, europarlamentare del Partito Pirata.

## Biografia
Amelia Andersdotter ha studiato economia e lingua spagnola all'Università di Lund ed è entrata nel Partito Pirata svedese nel 2006, partecipando alla fondazione e al coordinamento di Ung Pirat, l'organizzazione giovanile legata al partito.
Alle elezioni europee del 2009 è stata candidata con il Partito Pirata svedese, che con il 7,1% dei consensi in Svezia ha ottenuto un seggio al Parlamento europeo, occupato dal capolista Christian Engström. Con l'entrata in vigore del trattato di Lisbona e il conseguente aumento da 18 a 20 dei seggi spettanti alla Svezia, la Andersdotter è diventata eurodeputata il 1º dicembre 2009.
Per l'effettivo ingresso in carica dei nuovi membri del Parlamento Europeo è stata necessaria una modifica ai trattati, ratificata da tutti gli stati membri nell'arco di due anni a partire dal 2009. A conclusione di tale processo, la Andersdotter ha preso effettivamente possesso del proprio seggio nel mese di dicembre 2011, diventando la più giovane eurodeputata.
Con l'entrata in carica nel 2009, ha lasciato gli studi universitari per trasferirsi a Bruxelles.
Una volta terminato al Parlamento europeo,  Amelia Andersdotter ha fondato una ONG svedese, Dataskydd.net, per ricercare e promuovere politiche incentrate sulla sicurezza IT, sulla privacy e sui diritti dei consumatori.